# بهارات پترولیوم
بهارات پترولیوم (به انگلیسی: Bharat Petroleum) شرکت نفت و گاز هندی است، که توسط دولت هند مدیریت می‌شود. ساختمان مرکزی این شرکت در شهر بمبئی، ماهاراشترا قرار دارد.
در سال ۲۰۱۲ و در آخرین رتبه‌بندی انجام شده توسط مجله اقتصادی فورچون، شرکت بهارات در فهرست فورچون جهانی ۵۰۰ در رتبه ۲۲۵ از بزرگ‌ترین شرکت‌های جهان قرار گرفت.